# Jeffrey Wright (aktor)

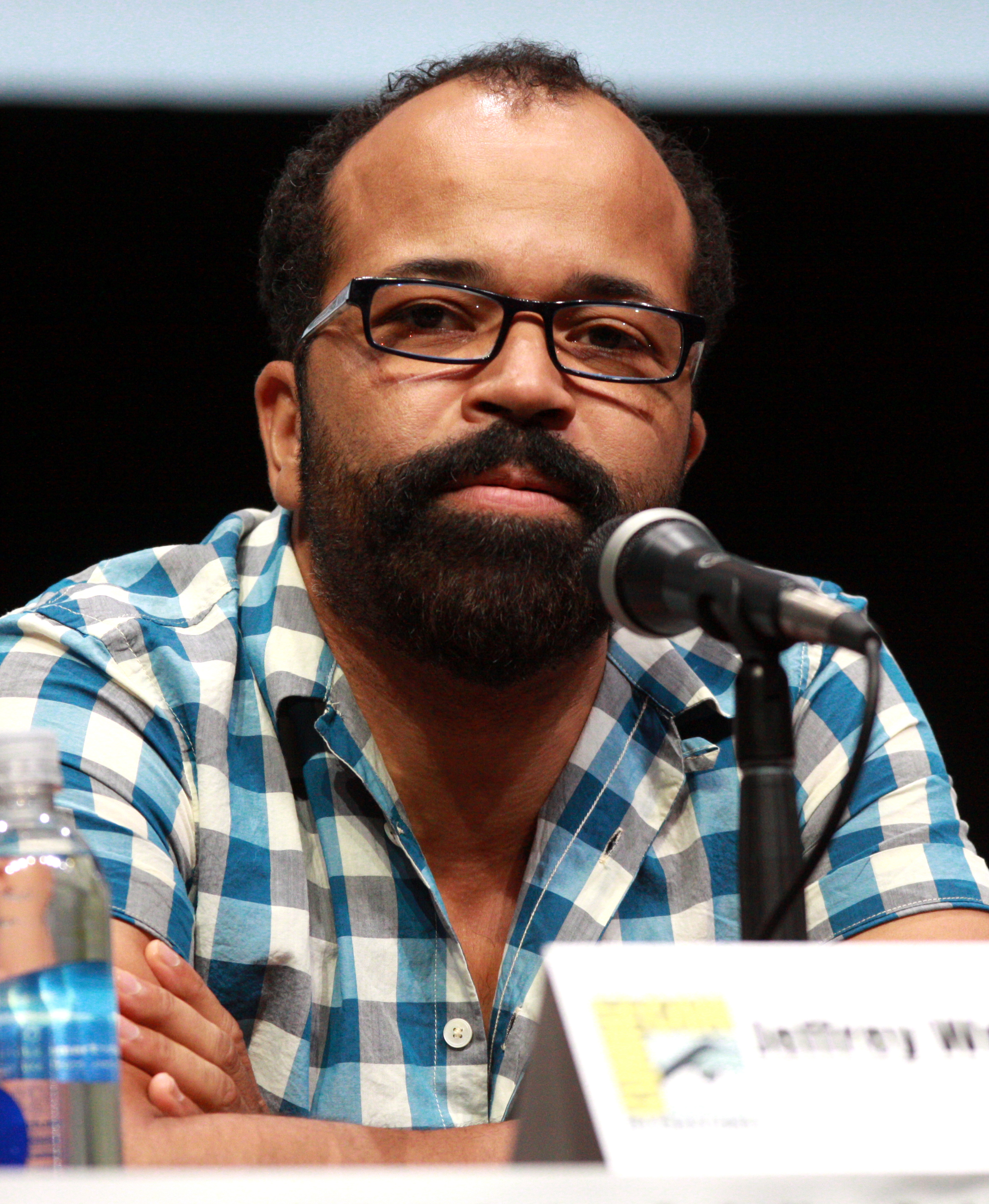
Jeffrey Wright (2013)

Jeffrey Wright (ur. 7 grudnia 1965 w Waszyngtonie) – amerykański aktor. Laureat nagrody Tony, Złotego Globu i Emmy za rolę Belizego w sztuce broadwayowskiej Tony’ego Kushnera Anioły w Ameryce i wersji telewizyjnej HBO.

## Filmografia

### Filmy
- Uznany za niewinnego (Presumed Innocent, 1990) jako Oskarżyciel
- Uciec od codzienności (Jumpin’ at the Boneyard, 1991) jako Derek
- Kroniki młodego Indiany Jonesa (The Young Indiana Jones Chronicles, 1992–1993) jako Sidney Bechet (1993)
- 20 lat... i ani dnia dłużej (Faithful, 1996) jako młody mężczyzna w Rolls
- Basquiat – Taniec ze śmiercią (Basquiat, 1996) jako Jean Michel Basquiat
- Blossoms and Veils (1997)
- Intensywna terapia (Critical Care, 1997) jako Bed Two
- Too Tired To Die (1998) jako Balzac man
- Żyrafa (Meschugge, 1998) jako Win
- Celebrity (1998) jako reżyser na Broadwayu
- Przejażdżka z diabłem (Ride with the Devil), 1999) jako Daniel Holt
- Cement (1999) jako Nin
- Hamlet (2000) jako Grabarz
- Zbrodnia i kara na przedmieściu (Crime and Punishment in Suburbia, 2000) jako Chris
- Shaft (2000) jako Peoples Hernandez
- Bojkot (Boycott, 2001) jako Martin Luter
- Ali (2001) jako Howard Bingham
- D-Tox (2002) jako Jaworski
- Kandydat (The Manchurian Candidate, 2004) jako Al Melvin
- Sin’s Kitchen (2004) jako Rex
- Syriana (2005) jako Bennett Holiday
- Lackawanna Blues (2005) jako pan Paul
- Fellowship (2005) jako Dan Hughes
- Broken Flowers (2005) jako Winston
- Pan życia i śmierci (Lord of War, 2005)
- Casino Royale (2006) jako Feliks Leiter
- Kobieta w błękitnej wodzie (Lady in the Water, 2006) jako pan Dury
- Szklana pułapka 4.0 (Live Free or Die Hard, 2007) jako Victor Pope
- Inwazja (The Invasion 2007) jako dr Galeano
- Expats (2007)
- Cadillac Records (2008)
- 007 Quantum of Solace (2008) jako Feliks Leiter
- Kod nieśmiertelności (2011) jako dr Rutledge
- Strasznie głośno, niesamowicie blisko (2011) jako William Black
- Igrzyska śmierci: W pierścieniu ognia (2013) jako Beetee
- Czysty strzał (2013) jako Simon
- Tylko kochankowie przeżyją (2013) jako dr Watson
- Igrzyska śmierci: Kosogłos. Część 1 (2014) jako Beetee
- Igrzyska śmierci: Kosogłos. Część 2 (2015) jako Beetee
- Monster (2018) jako  Harmon
- The Public (2018) jako Anderson
- Powstrzymać mrok (2018) jako Russell Core
- Friday's Child (2018) jako det. Portnoy
- O.G. (2018) jako Louis
- Pralnia (2019) jako Malchus Irvin Boncamper
- Szczygieł (2019) jako Hobie
- Cały dzień i noc (2020) jako James Daniel Lincoln 'JD'
- Kurier francuski z Liberty, Kansas Evening Sun (2021) jako Roebuck Wright
- Nie czas umierać (2021) jako  Felix Leiter
- Batman (2022) jako James Gordon

### Seriale
- Anioły w Ameryce (Angels in America, 2003) jako Norman 'Belize' Arriaga / Pan Lies / Anioł z Antarktyki
- Zakazane imperium (Boardwalk Empire, 2013–2014) jako Valentin Narcisse
- Westworld (2016, 2018, 2020) jako Bernard Lowe
- Green Eggs and Ham (2019) jako McWinkle (głos)
- A gdyby…? (2021) jako Obserwator (głos)

## Nagrody
- Złoty Glob 2004: Anioły w Ameryce (Najlepszy Aktor Drugoplanowy w serialu, miniserialu lub filmie telewizyjnym)
- Nagroda Emmy 2004: Anioły w Ameryce (Najlepszy Aktor Drugoplanowy w miniserialu)